# Ichinoseki
Ichinoseki (japanisch 一関市, -shi) ist eine Stadt im Süden der Präfektur Iwate auf Honshū, der Hauptinsel von Japan. Die Stadt liegt am Fluss Iwai und ist nach Morioka und Ōshū die drittgrößte Stadt innerhalb der Präfektur.

## Geographie
Ichinoseki liegt nördlich von Sendai und südlich von Morioka.
Der Kitakami durchfließt die Stadt von Norden nach Süden.

## Geschichte
Ichinoseki entwickelte sich während der Edo-Zeit zu einer Burgstadt. Bis 1868 war sie der Sitz der Tamura, die dort mit einem Einkommen in einem „Festen Haus“ von 30.000 Koku residierten.
Am 1. April 1948 wurde die erste kreisfreie Stadt mit dem Namen Ichinoseki durch Zusammenschluss zweier Gemeinden und zweier Dörfer gegründet, darunter die Stadt Ichinoseki (一関町 Ichinoseki-machi) aus dem Kreis West-Iwai (Nishiiwai-gun).
Am 1. Januar 1955 wurden die Dörfer Ganmi (厳美村, -mura), Hagishō (萩荘村, -mura), Maikawa (舞川村, -mura) und Yasaka (弥栄村, -mura) nach Ichinoseki eingemeindet. Am 1. September 1956 wurden Teile der Gemeinde Hiraizumi eingemeindet, am 1. Mai 1964 kamen weitere Teile dieser Gemeinde hinzu.
Am 20. September 2005 wurden die Gemeinden Daitō (大東町, -chō), Higashiyama (東山町, -chō) und Senmaya (千厩町, -chō) sowie die Dörfer Kawasaki (川崎村, -mura) und Murone (室根村, -mura), alle aus dem Landkreis Higashiiwai sowie die Stadt Hanaizumi (花泉町, -chō) des Landkreises Nishiiwai Teil der neuen Großstadt Ichinoseki. Damit verdoppelte sich ungefähr die Einwohnerzahl der bisherigen Stadt Ichinoseki, die Fläche des Stadtgebietes verdreifachte sich fast.

## Verkehr
- Straße:
  - Tōhoku-Autobahn

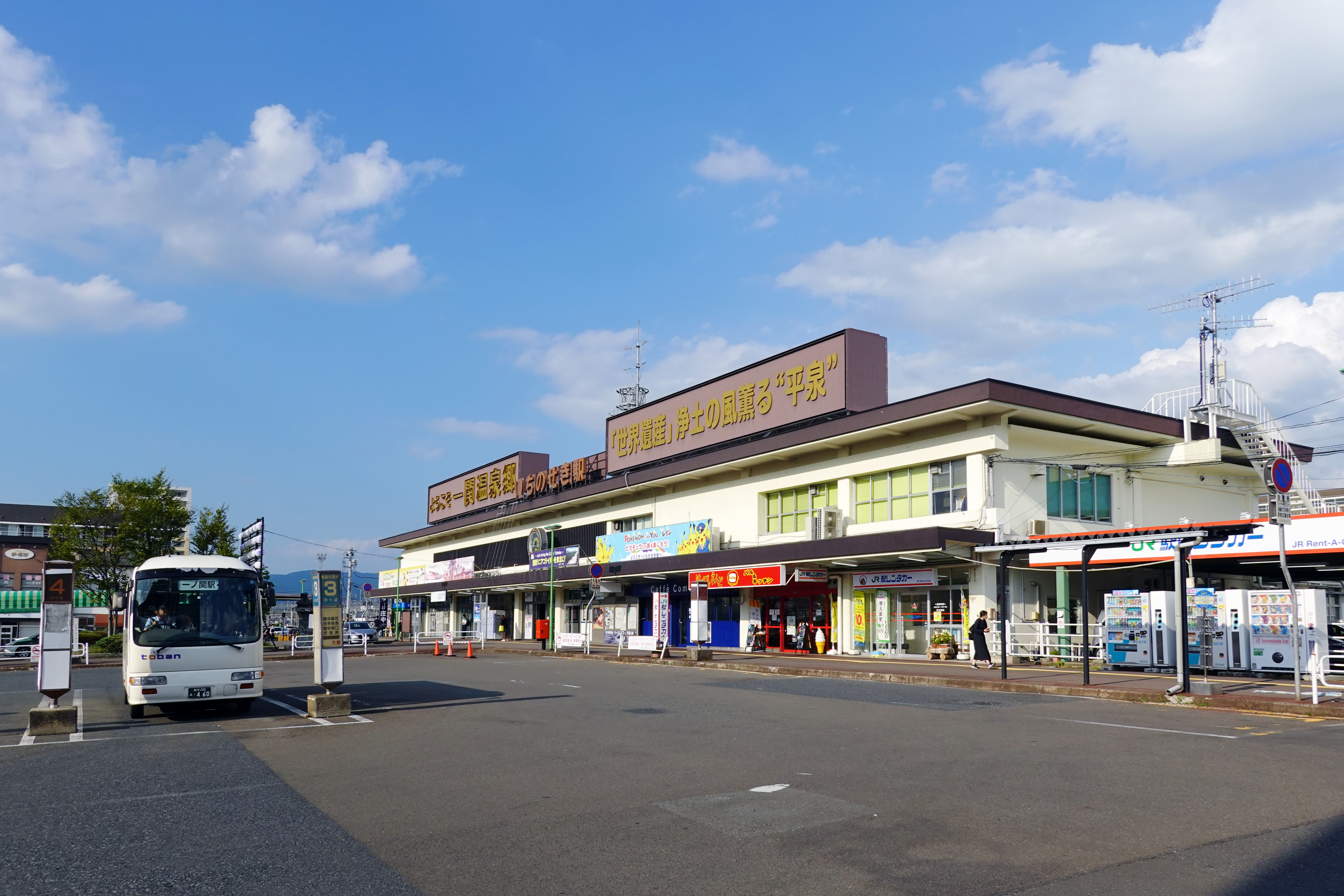
Bahnhof Ichinoseki

  - Nationalstraße 4, nach Tōkyō bzw. Aomori
- Bahn:
  - JR Tōhoku-Shinkansen: Bahnhof Shin-Hanamaki
  - JR Tōhoku-Hauptlinie

## Sehenswürdigkeiten

Geibikei

- Geibikei

## Söhne und Töchter der Stadt
- Ōtsuki Gentaku (1757–1827), Rangaku-Gelehrter
- Ayaka Komatsu (* 1986), Japanisches Idol
- Reira Iwabuchi (* 2001), Snowboarderin

## Angrenzende Städte und Gemeinden
- Rikuzentakata
- Kurihara
- Tome
- Kesennuma
- Hiraizumi (Iwate)

## Städtepartnerschaften innerhalb Japans

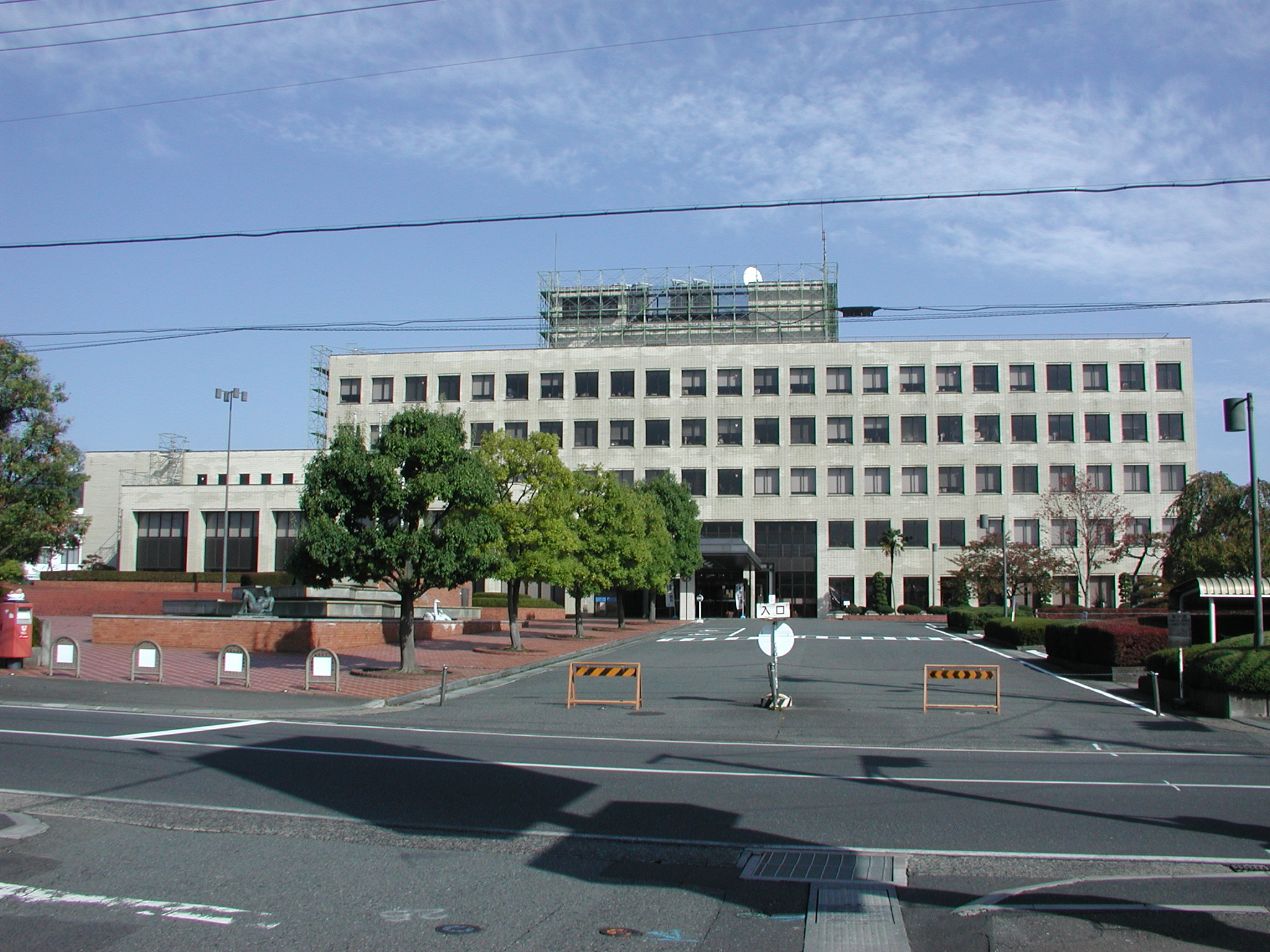
Das Rathaus

- Miharu (Landkreis Tamura, Präfektur Fukushima)
  - vereinbart mit der bisherigen Stadt Ichinoseki am 8. August 1987
- Kesennuma (Präfektur Miyagi)
  - vereinbart zwischen den bisherigen Städten Ichinoseki und Kesennuma am 1. Mai 1997
  - vereinbart zwischen den bisherigen Städten Kesennuma und Murone am 8. Mai 2003
- Tanabe (Präfektur Wakayama)
  - vereinbart zwischen der Gemeinde Murone und der Stadt Hongu am 8. August 1987
- Yoshikawa (Präfektur Saitama)
  - vereinbart mit der Gemeinde Murone am 15. April 1997